# Rue des Degrés
Rue des Degrés är en gata i Quartier de Bonne-Nouvelle i Paris 2:a arrondissement. Rue des Degrés, som börjar vid Rue de Cléry 87 och slutar vid Rue Beauregard 50, har fått sitt namn av att det är en trappgata (jämför franskans degré, ”trappsteg”).
Rue des Degrés är Paris kortaste gata.

## Omgivningar
- Notre-Dame de Bonne-Nouvelle
- Saint-Eugène-Sainte-Cécile
- Boulevard de Bonne-Nouvelle
- Square Jacques-Bidault
- Jardin Yilmaz-Güney
- Musée du Chocolat

## Bilder
| - Rue des Degrés år 2019. - Notre-Dame-de-Bonne-Nouvelle. - Saint-Eugène-Sainte-Cécile. |

## Kommunikationer
- Tunnelbana – linjerna   – Bonne-Nouvelle
- Tunnelbana – linjerna    – Strasbourg – Saint-Denis
- Busshållplats Poissonnière – Bonne-Nouvelle – Paris bussnät, linje 32
- Busshållplats Porte Saint-Denis – Paris bussnät, linje 20